# Jacques Fouquières
Pour les articles homonymes, voir Fouquières.

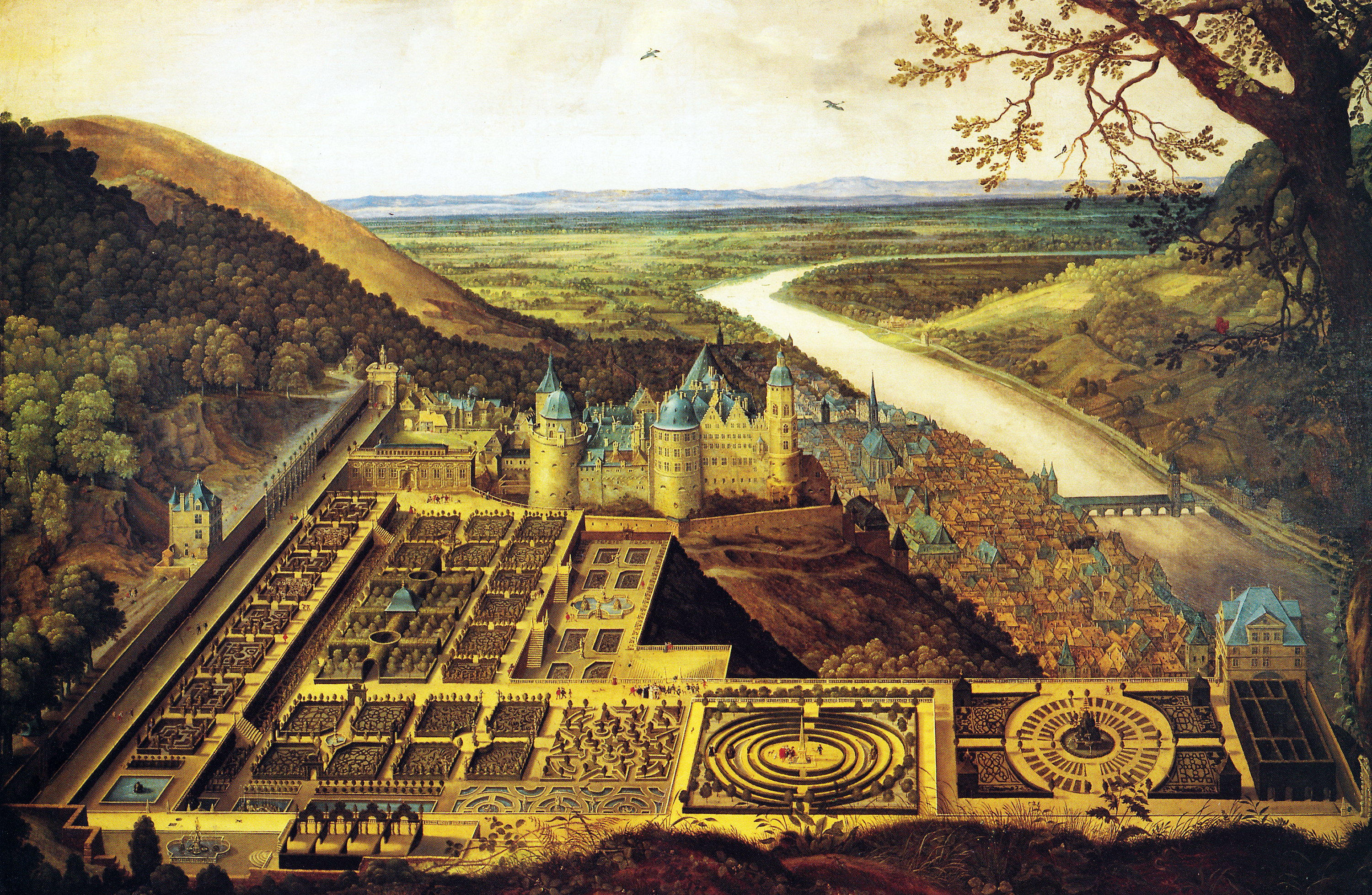
L'Hortus Palatinus et le Château d'Heidelberg par Jacques Fouquières; Kurpfälzisches Museum, Heidelberg.

Jacques Fouquières (vers 1580, Anvers - 1659, Paris), est un peintre français d'origine flamande.

## Biographie
Jacques Fouquières est né dans les années 1580 à Anvers en Belgique. Il a été formé à Anvers par Jan Brueghel l'Ancien et Joos de Momper. Il devient membre de la guilde de Saint-Luc d'Anvers en 1614. En 1616-1619, il travaille à Heidelberg, et en 1620, se rend en Italie.
Il vient en France vers 1621 pour être chargé de représenter les villes de France pour la Grande galerie du Louvre. Dans ce cadre il entreprend un voyage en Provence entre 1627 et 1628. Il est connu pour avoir des relations tendues avec Nicolas Poussin. Il a eu pour élèves les peintres Philippe de Champaigne, Matthieu van Plattenberg, François Bellin et Étienne Rendu.
Il fut naturalisé français et anobli.

## Œuvre
La plupart des œuvres de Jacques Fouquières commandées par Louis XIII, qui se trouvaient dans des salles du Palais des Tuileries, ont péri dans l'incendie qui a ravagé le Palais des Tuileries en 1871, lors des événements de la Commune.
On peut voir des tableaux de Fouquières au Fitzwilliam Museum de Cambridge (Scène d'hiver de 1617), au Musée des beaux-arts de Nantes, de Gand, de Senlis, au Musée du Palatinat (Heidelberg).
- Paysage aux piqueux, 1620, huile sur toile, 118 × 199 cm, Musée des beaux-arts de Nantes[1].